# 莱谢勒 (埃纳省)
勒谢勒（法語：Leschelle，法語發音：[leʃɛl]）是法国上法蘭西大區埃纳省的一个市镇，属于韦尔万区。

## 地理
莱谢勒（49°57'31"N, 3°46'14"E）面积14.69 平方千米，位于法国上法蘭西大區埃纳省，该省份为法国北部内陆省份，北起北部省，西接索姆省和瓦兹省，东临阿登省和马恩省，西南至塞纳-马恩省，东北部与比利时接壤。
与莱谢勒接壤的市镇（或旧市镇、城区）包括：比龙福斯、希尼、多朗、埃凯埃里、拉瓦克雷斯、蒂耶拉什地区勒努维永。

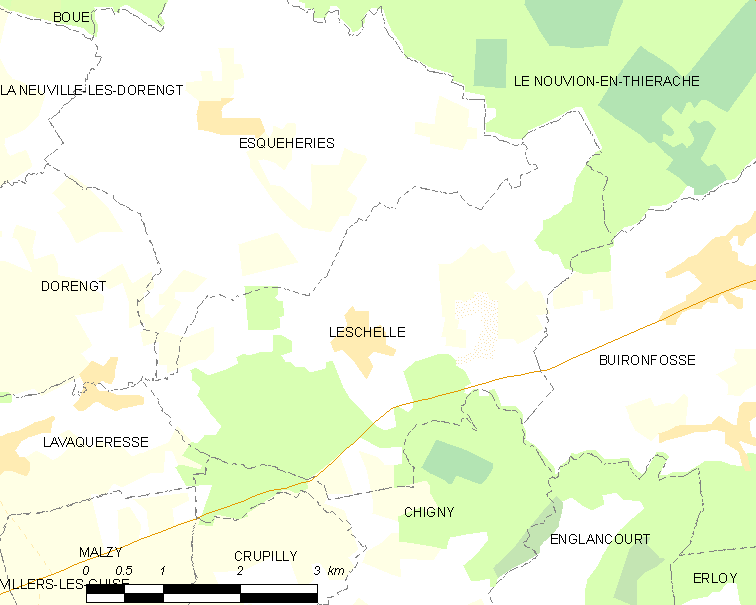
的OSM定位图

莱谢勒的时区为UTC+01:00、UTC+02:00（夏令时）。

## 行政
莱谢勒的邮政编码为02170，INSEE市镇编码为02419。

## 政治
莱谢勒所属的省级选区为吉斯县。

## 人口

1962-2008年间人口变化图示

莱谢勒于2022年1月1日时的人口数量为269人。